# 丝葵
丝葵（学名：Washingtonia filifera）又名老人葵、华盛顿椰子等，是棕榈科丝葵属的一种植物。

## 形态

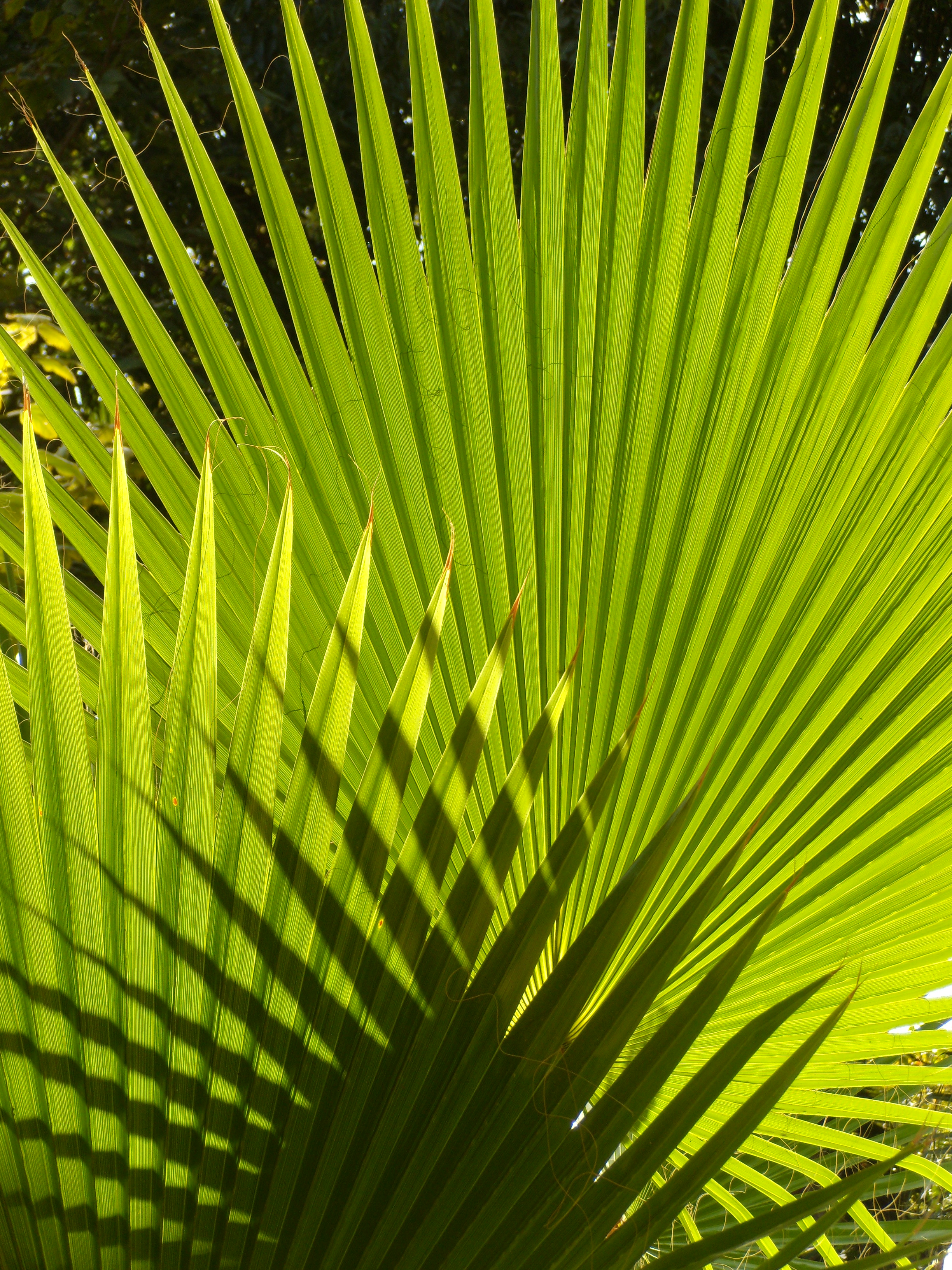
叶片

常绿乔木。茎单生，高20～30米，浅灰色，基部通常不膨大，顶端稍细，有纵裂纹或皱纹。近圆形大型叶片，直径2～3m，掌状深裂，裂片50～100片，边缘、先端及裂口有多数细长、下垂的丝状纤维，似白发苍苍的老人，所以又名老人葵。枯叶先端稍下垂，宿存被覆树干。
肉穗花序，白色大型花。椭圆形核果，长1～1.5cm，熟时黑色，微有皱纹。

## 分布
原产于美国加利福尼亚州、亚利桑那州及墨西哥西北部等地，中国热带及亚热带地区有栽培，作为观赏树。
台灣台南市林森路一段兩旁種植了一整排高大的丝葵，是日治時期種植的。